# Wapen van Quintana Roo

Wapen van Quintana Roo

Het wapen van Quintana Roo is het officiële symbool van Quintana Roo. Het werd aangenomen op 1 januari 1994.
Het wapen is modern gestileerd en toont een wapenschild met daarboven een opkomende zon. De zon staat voor de ligging van Quintana Roo in het oosten van Mexico: de deelstaat waar als eerste de zon opkomt.
Linksboven in het schild staat een gouden gestileerde weergave van een zeeslak op een rode achtergrond. Het rood staat voor het warme klimaat en verwijst in de Maya-symboliek naar het oosten en daarmee verwijst ook dit deel van het wapen naar de ligging van Quintana Roo ten opzichte van de rest van Mexico. De zeeslak symboliseert de ligging van de deelstaat aan de Caribische Zee.
Rechtsboven in het schild staat een witte vijfpuntige ster op een blauwe achtergrond als verwijzing naar de Morgenster (Venus) en daarmee ook naar de oostelijke ligging van Quintana Roo. Ook symboliseert dit de wolkeloze luchten boven de deelstaat.
Het onderste deel van het schild toont drie gestileerde groene bomen die boven de rest van het oerwoud uitsteken. De gouden achtergrond staat voor de rijkdom van de bossen en de zuidelijke ligging van Quintana Roo.
Het wapen staat centraal in de vlag van Quintana Roo.